# Aire d'attraction du Grau-du-Roi
L'aire d'attraction du Grau-du-Roi est un zonage d'étude défini par l'Insee pour caractériser l’influence de la commune de Le Grau-du-Roi sur les communes environnantes. Publiée en octobre 2020, elle se substitue à l'aire urbaine du Grau-du-Roi, qui comportait 2 communes dans le dernier zonage qui remontait à 2010.

## Définition
L’aire d’attraction d'une ville est composée d’un pôle, défini à partir de critères de population et d’emploi ainsi que d’une couronne constituée des communes dont au moins 15 % des actifs travaillent dans le pôle. Le pôle d’attraction constitue ainsi un point de convergence des déplacements domicile-travail,.

## Type et composition
L’aire d'attraction du Grau-du-Roi est une aire intra-départementale qui comporte 3 communes dans le Gard.
Elle est catégorisée dans les aires de moins de 50 000 habitants, une catégorie qui regroupe 16,6 % de la population d'Occitanie et 12,2 % au niveau national.

### Carte

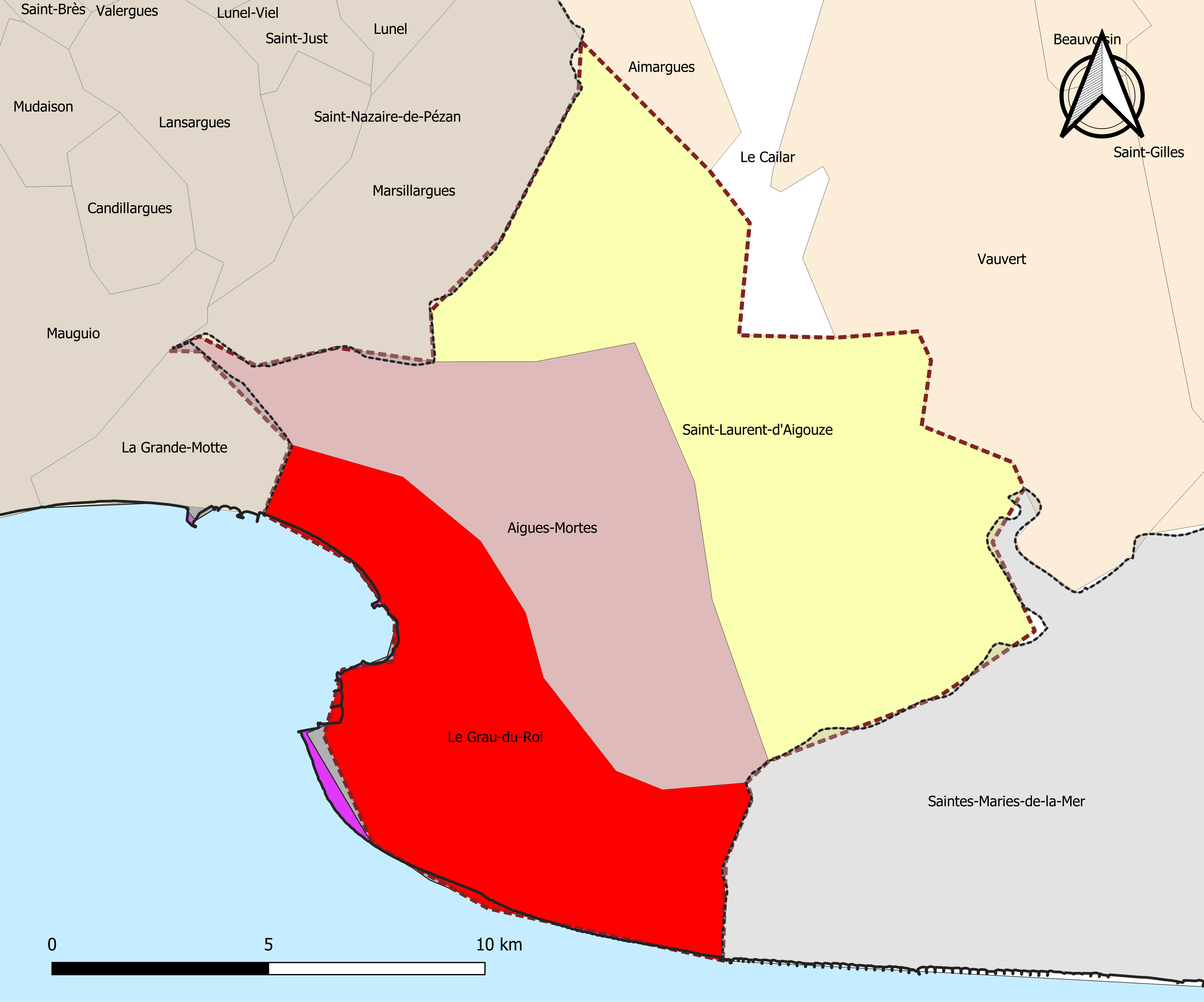
Carte de l'aire d'attraction du Grau-du-Roi.
Commune-centre
Commune du pôle principal
Commune de la couronne

### Composition communale
| Nom                             | Code Insee | Département | Statut                    | Superficie (km2) | Population (dernière pop. légale) | Densité (hab./km2) | Modifier                                    |
| ------------------------------- | ---------- | ----------- | ------------------------- | ---------------- | --------------------------------- | ------------------ | ------------------------------------------- |
| Le Grau-du-Roi (commune-centre) | 30133      | Gard        | commune-centre            | 54,73            | 8 513 (2022)                      | 156                | modifier les données · modifier les données |
| Aigues-Mortes                   | 30003      | Gard        | commune du pôle principal | 57,78            | 8 707 (2022)                      | 151                | modifier les données · modifier les données |
| Saint-Laurent-d'Aigouze         | 30276      | Gard        | commune de la couronne    | 89,81            | 3 651 (2022)                      | 41                 | modifier les données · modifier les données |